# غادة حاتم
غادة حاتم (بالفرنسية: Ghada Hatem-Gantzer)‏ هِي طَبيبَة تَوليد فرنسية-لبنانية، وُلِدَت في عام 1959 في حمانا، لبنان.
وفي عام 2016، أسَّسَت بيت المرأة في سان-دوني، وهُوَ أول بِناء في فرنسا لِتَوفير الرعاية الشاملة لِلنِّساء ضَحايا العنف.

## حياتها
وُلِدَت غادة في عام 1959 في لبنان، كانت طالِبَة في المدرسة الثانوية الفرنسية في بيروت، غادَرت لبنان في عام 1977 لِدِراسة الطب في باريس، حيثُ تَخَصَّصَت في أمراض النساءالتَّوليديَّة.
بَعدَ بِضع سَنوات مِنَ التَّدريب والمُمارَسَة، حَصَلَت عَلى درجة الماجستير الأولى في الإدارة الطبيَّة في عام 1994، ثم مرة أخرى في عام 2011 من الكلية العليا للتجارة في باريس في أوروبا.
وهِيَ أُم لِثَلاثَة أطفال.

## المهنة
انضَمَّت غادة إلى مُستشفى الأمومة في باريس في عام 1991، ومارَست فيه تقنية لاماز(1891-1957)، وفي عام 2003 التَحَقَت بالمستشفى العسكري في بيغين في سانت ماندي في فرنسا.
في عام 2011، كانَت رئيسة قِسم الوِلادَة في مُستشفى في سان دوني. حَيثُ يأتي الناس إليه من مختلف أنحاء العالم للعلاج، وأنشأت مركزاً لإدارة العقم وآخر لإدارة سرطان الثدي بالشراكة مَع مَعهَد كوري.
أجرت غادة حوالي 4,500 ولادة سنوياً. وتَدَربت مَع ثَلاثة مُتَخصّصين في مَجال الجراحة وكذلك طبيب المسالك البولية «بيير فولدس» وتُقَدِم المساعدة في مجال إصلاح التشوه الجنسي.
على الرغم من تجديد مبنى التوليد إلا أنه مكتظّ جداً، لذلك قررت غادة بناء «بيت المرأة» من أجل اقتِراح رِعايَة عالَميَّة لِلِمرأة.

## بيت المرأة
في 8 آذار/مارس 2014، وُضِعَ حَجَر الأساس لِبيت المَرأة، في حين أن المَشروع لم يَتِم تَمويله بعد.
بَحَثت غادة عَن تَمويل مِنَ المُجتَمَعات المحلية فضلاً عن العديد من المؤسسات الخاصة. وتلقت دعماً سياسياً من ستيفان تروسيل، رئيس مَجلِس المُقاطَعَة، وماثيو هانوتين، عضو البرلمان في سان دوني بإدار عمدة سان دوني. وأخيرا، التمويل من الأموال العامة والأموال الخاصة. وشارَكَت الدولة والسُّلطات المَحَلِيَّة ومنطقة إيل دو فرانس المُشارِكَة في المشروع ل2/35. ودعم المشروع عَشَرات المُؤَسسات التجارية، كمؤسسة راجا دانيول. كانت تكاليف البناء €950,000. والتكاليف التشغيلية مضمونة حتى 2018.
تَمَّ إقامة حَفل الافتتاح في 8 تموز/يوليو 2016.
يَقَع المبنى على مساحة 250 متر مربع داخل مجمع مستشفى ديلافونتين. ويمكن الوصول إليه مباشرة من الشارع الذي يقع عليه المبنى. مِن خَصائص المَبنى أنَّه مُلَون بِألوان مُختلفة. وفي مقدمته خمسة أقواس خشبية للدَّلالة عَلى المَدخَل الرَّئيسي لِلمبنى وتَحمِل الغُرَف أسماء النِساء اللَّواتي عَمَلن مِن أجل حقوق المرأة. أمثال: أنجيلا ديفيس وجيزيل حليمي وتسليمة نسرين وجوان بيز ونيكي دي سانت فال وهدى شعراوي وفريدا كاهلو، كما ويقدم المُتَطَوعون الدعم التنظيمي، وجَلَسات تَدليك العظام ومساج الأيورفيدا.
يَتَألف بَيت المَرأة مِن ثَلاث وِحدات لِلرِّعاية:
- وِحدة لِتَنظيم الأسرَة، لِتَقديم المَشورة والاستماع إلى وسائل منع الحمل والإجهاض، وكذلك أعمال الإجهاض الطبي أوالجراحي.
- وحدة مُكَرَّسة لِلعُنف ضِدَّ المرأة (الإغتصاب والعدوان وسفح المحارم والتشويه والاعتداء الزوجي).
- وحدة رعاية للنساء المختونات.

بِالإضافة إلى هذه الوِحدات الثلاث مِن الرِّعاية، تَتَطَرَّق لِلجَوانِب الإجتماعية والقانونية، ومرافقة الشرطة.. وغيرها.
بيت المرأة هو مَكَان للإستقبال، والتَّشاوُر، والوِقايَة والتوجيه لِجميع النِّساء اللَّواتي يواجِهنَ صُعوبات، سَواء حملاً غير مرغوب فيه، أو عنفاً منزلياً، أو زواجاً بالإكراه.
هو البناء الأول في فرنسا الذي يدعم المرأة بطريقة شاملة (الطبية والإجتماعية والقانونية والنفسية)، بالإضافة إلى العنف وأشكاله.

## روابط خارجية
- Maison des femmes